# Fridericia christeri
Fridericia christeri är en ringmaskart som beskrevs av Rota och Healy 1999. Fridericia christeri ingår i släktet Fridericia, och familjen småringmaskar. Arten är reproducerande i Sverige.